# دریک و پاتریس جلیف
دریک بی. جلیف (زاده ۲۰ ژانویه ۱۹۲۱ درگذشته ۱۸ مارس ۱۹۹۱ در لس آنجلس، کالیفرنیا، ایالات متحده آمریکا) (به انگلیسی: Derrick B. Jelliffe) و همسرش النور اف. پاتریس جلیف (به انگلیسی: Eleanore. F. Patrice Jelliffe) (زاده ۲۰ نوامبر ۱۹۲۰، درگذشته ۱۶ مارس ۲۰۰۷ لس آنجلس، کالیفرنیا، ایالات متحده آمریکا)—که همچنین به عنوان دریک و پاتریس جلیف (به انگلیسی: Derrick and Patrice Jelliffe) شناخته می‌شوند—دو فعال متخصص در زمینه امراض اطفال و تغذیه نوزاد بودند. آن‌ها بیشتر به خاطر کتاب‌شان، شیر انسانی در دنیای مدرن (به انگلیسی: Human Milk in the Modern World) که توسط انتشارات آکسفورد در سال ۱۹۸۹ به چاپ رسیده بود و فعالیت‌های بی‌شمار در زمینه شیردهی، اتحاد جهانی اقدام برای شیردهی و طرح بیمارستان دوست‌دار کودک شناخته شدند. آن‌دو همچنین بیش از ۵۰۰ جلد پژوهش‌های علمی در قالب ۲۲ کتاب نوشتند. آن‌ها در انگلستان، آفریقا، هند و کارائیب کار و زندگی کردند و ساکن نیویورک بودند. دریک جلیف همچنین در دانشگاه کالیفرنیا منصبی را برای سلامت عمومی و امراض کودکان داشت و در بین سال‌های ۱۹۷۲ تا ۱۹۹۰ متصدی آن پست بود.
کارهای خانم و آقای جلیف باعث توجه جهانی به موضوع رسوایی کشنده کودک که بعدها با نام رسوایی نستله شناخته شد، گردید. آن‌دو با ترویج فرهنگ شیردهی، حفاظت و پشتیبانی از آن در ارتباط بودند.
سطوح دیگر مورد مطالعه آن‌ها شامل تغییر ترکیبات شیر مادر، تاثیرات ضدآبستنی شیردهی و استفاده شیردهی برای تازه‌شدن آب بدن و دیگر مسائل نوزاد بود. دکتر شارلوت نویمان از دانشکده بهداشت عمومی دانشگاه کالیفرنیا دکتر جلیف را این‌طور توصیف کرد: «او قهرمان تمام مسائل تغذیه و سلامت بین‌المللی بود - او در آوردن سلامت اطفال به آفریقا نقشی محوری ایفا کرده است. دریک جلیف همچنین جایزه بین‌المللی ویهوری را در سال ۱۹۷۹ گرفته بود. پاتریس جلیف نیز در سال ۱۹۹۳ از سوی رییس‌جمهور ایالات متحده آمریکا بیل کلینتون در کاخ سفید جایزه گواهی ستایش رئیس‌جمهور را گرفته بود.

## کتاب‌های منتخب
- دریک و پاتریس جلیف (۱۹۷۹)، شیر انسانی در دنیای مدرن، نیویورک: انتشارات آکسفورد، شابک ۰-۱۹-۲۶۴۹۲۱-۳
- دریک و پاتریس جلیف (۱۹۷۱)، یکتایی شیر انسان، نیویورک